# ヤコブ・マルシャック
ヤコブ（ジェイコブ）・マルシャック（Jacob Marschak、1898年7月23日 - 1977年7月27日）は、アメリカ合衆国の経済学者。
ロシア帝国のキエフで生まれ、ドイツで学び、イギリスのオックスフォード統計研究所を経由して、アメリカに移住した。シカゴ大学コウルズ委員会を指導したが、同委員会の移動に伴いイェール大学へ移った。その後、カリフォルニア大学ロサンゼルス校 (UCLA) の教授となった。専門は計量経済学である。

## 経歴
キエフで宝石商の息子として出生。キエフ工科大学 (Technological Institute at Kiev) で学ぶかたわら、研究の間、社会民主党（メンシェヴィキ）に入党。その後ドイツに移住し、ベルリン大学とハイデルベルク大学で学び、1922年にハイデルベルク大学から博士号 (Ph.D.) を得た。
1922年から1926年の間はジャーナリストとして働き、1928年から1930年までキールの世界経済研究所 (Institut für Weltwirtschaft) に在籍。1930年から1933年はハイデルベルク大学の助教授を務めた。しかしながらユダヤ系の出自のため正教授になることができず、イギリスへ移住し、1933年から1935年までオックスフォード大学のオール・ソウルズ・カレッジで経済学の講師 (Chichele lecturer) として働いた。1935年、オックスフォード大学より修士号 (M.A.) を得た。1935年から1939年までオックスフォード大学で統計学の準教授 (reader)、ならびに統計研究所の理事の座にあった。
ロックフェラー財団の助成金により渡米し、移住。1939年から1942年、ニューヨークの The Graduate Faculty of Social and Political Science（現在のニュー・スクール・フォー・ソーシャル・リサーチ）の経済学教授を務めた。1943年、シカゴ大学教授となり、コウルズ委員会の所長に就任。1946年には計量経済学会の会長となった。
1955年、コウルズ委員会がイェール大学へ移転したのに伴い自らも移籍。1960年にUCLAの教授に就任した。1963年に王立統計学会の名誉フェロー、さらに1967年にはアメリカ経済学会の卓越したフェローとなった。またUCLAの名誉教授にもなった。
アメリカ経済学会の会長就任が予定されていたが、就任前に脳梗塞のためロサンゼルスで死去。79歳であった。

## 著作
- Die Lohndiskussion, 1930.
- Elastizität der Nachfrage, 1931.
- The New Middle Class, with Emil Lederer, 1937.
- Economic Theory of Teams, with Roy Radner, 1972.（『チームの経済理論』）
- Economic Information, Decision and Prediction, 1974.（『経済情報、意思決定、および予測』）